# Till Talaulicar
Till Talaulicar (* 1972) ist ein deutscher Wirtschaftswissenschaftler und Hochschullehrer.

## Leben
Talaulicar studierte Wirtschaftsingenieurwesen mit der technischen Studienrichtung Technische Chemie an der Technischen Universität Berlin. Sein Studium schloss er 1998 als Diplom-Ingenieur ab. Anschließend war er dort als wissenschaftlicher Mitarbeiter am Fachgebiet Organisation und Unternehmensführung und darüber hinaus am Berlin Center of Corporate Governance tätig und wurde 2005/2006 mit der Dissertation Unternehmenskodizes: Typen und Normierungsstrategien zur Implementierung einer Unternehmensethik promoviert. Kurze Zeit später konnte er sich ebenfalls an der TU Berlin habilitieren und bekam als Privatdozent die Venia legendi für das Lehrgebiet Betriebswirtschaftslehre.
Talaulicar nahm 2008 einen Ruf als Universitätsprofessor auf den Lehrstuhl für Corporate Governance & Board Dynamics an die Universität Witten/Herdecke an und wurde zudem akademischer Institutsdirektor des Instituts für Corporate Governance. 2011 lehnte er einen Ruf an die Universität Schloss Seeburg ab und folgte noch im selben Jahr einem weiteren Ruf an die Staatswissenschaftliche Fakultät der Universität Erfurt. Dort hat er seitdem als Professor den Lehrstuhl für Organisation und Management inne. Außerdem lehrt er an der Willy Brandt School of Public Policy der Fakultät.  Von 2012 bis 2015 sowie erneut von 2018 bis 2021 war er Prodekan der Staatswissenschaftlichen Fakultät. Als Prodekan wurde er im Herbst 2019 bestätigt. Von 2021 bis 2023 war er Dekan der Fakultät. Im Jahr 2016 lehnte er einen Ruf nach Schweden an die Universität Lund ab.
Talaulicar forscht zu Corporate Governance, Organisationsdesign und Unternehmensethik. Er ist zudem an mehreren Zeitschriften als Herausgeber beteiligt, so als Senior Editor an der Zeitschrift Management and Organization Review sowie als Mitglied des Editorial Review Board an der Zeitschrift Organization Science. Zum 1. Januar 2019 übernahm er mit Konstantinos Stathopoulos die Herausgeberschaft der Zeitschrift Corporate Governance: An International Review, bei der er zuvor als Associate Editor mitwirkte. 2022 trat er seine zweite Amtszeit an. Seit November 2020 ist er zudem Präsident (International) der Global Research Foundation for Corporate Governance (GRFCG).

## Preise und Ehrungen
Talaulicar erhielt folgende Preise:
- 1998 Erwin-Stephan-Preis für die Studienleistungen.
- 1998 Ehrung durch die Gemeinsame Kommission Wirtschaftsingenieurwesen der TU Berlin als bester Absolvent des Studienjahres 1997/98.
- 2007 Wissenschaftspreis der Plansecur-Stiftung zur Förderung von Wirtschaftsethik, Kommunikation und Beziehungskompetenz.
- 2008 Best Reviewer of the Year 2007 der Zeitschrift Corporate Governance: An International Review.
- 2018 Best Senior Editor, Academy-of-Management-Tagung in Chicago für sein Engagement bei der Fachzeitschrift Management and Organization Review.[12]
- 2021 Lehrpreis (1. Preis) an der Staatswissenschaftliche Fakultät der Universität Erfurt[13]

## Publikationen (Auswahl)
- mit Erich Frese, Matthias Graumann und Ludwig Theuvsen: Grundlagen der Organisation: Entscheidungsorientiertes Konzept der Organisationsgestaltung, Springer Gabler, Wiesbaden 2019, ISBN 978-3-658-27053-7.
- mit  William Q. Judge: Board Involvement in the Strategic Decision Making Process, Now, Bosten 2017, ISBN 978-1-68083-260-0.
- Unternehmenskodizes: Typen und Normierungsstrategien zur Implementierung einer Unternehmensethik, Deutscher Universitätsverlag, Wiesbaden 2006, ISBN 978-3-8350-0341-5.